# Stuttgart (Kansas)
Stuttgart ist ein Ort im Phillips County des US-Bundesstaates Kansas. Das U.S. Census Bureau hat bei der Volkszählung 2020 eine Einwohnerzahl von 44 ermittelt. 
Er wurde am 6. Februar 1888 gegründet und liegt im Norden von Kansas an der U.S. Route 36 zwischen Prairie View und Phillipsburg in Phillips County nicht weit von der Grenze zum US-Bundesstaat Nebraska. Seine Gründung kann zurückverfolgt werden bis in die frühen 1870er Jahre, als die ersten Siedler in dem Gebiet ankamen, welches als Futtergebiete für Büffelherden von Indianern extensiv genutzt wurde.
Stuttgart entwickelte sich von einfachen Unterständen und kleinen Blockhütten zu einer geschäftigen Farmerstadt mit Hotel, Gasthaus, Cafe, Bank, Kino, Friseur, Post, Holzhof, Lebensmittelgeschäft, Eisenbahndepot, Getreidesilos, Reparaturwerkstatt, Schmied, Molkerei, zwei lutherischen Kirchen, öffentlicher Schule, Baseballmannschaft und mehr.
Heute ist es in der Siedlung ruhiger geworden. Es gibt noch eine lutherische Kirche, ein Getreidesilo, eine Autoreparaturwerkstatt und eine Tankstelle mit Service sowie ein Fotostudio.